# Casa Panteghini
La Casa Panteghini, datant du Quattrocento, est l'une des plus anciennes maisons, à l'exception des tours habitées, de Bienno, une commune, classée cinquième plus beau village d'Italie, située dans le Val Camonica, province de Brescia, en Lombardie.

## Adresse

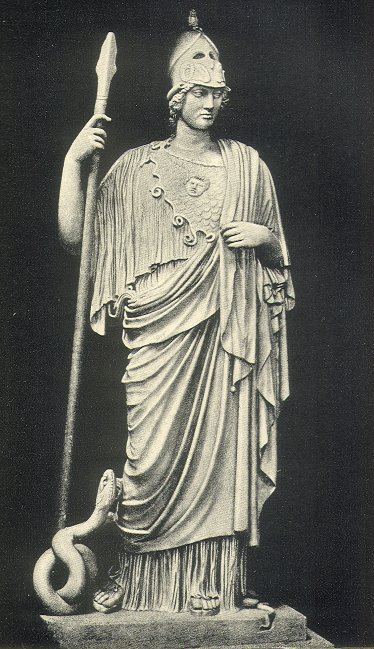
Statue de Minerva Medica.

Via di Mezzo, 17 Bienno (BS)

## Architecture et Historique
Édifice du XVe siècle, construit en 1483 et terminé au XVIIe siècle. Son porche est décoré d'un heurtoir en forme de serpent, rappelant les origines camunes, celtes, étrusques et romaines des habitants de la vallée, adorateurs de  Minerve avant d'être convertis au christianisme et devenir gibelins.
Cette maison privée ne se visite pas et est toujours habitée.
Au-dessus de la porte un bas-relief a été réalisé dans les années 1970 par James Ercoli.

## Voir Aussi
- Bienno
- Val Camonica
- Art rupestre du Valcamonica.
- Camunni
- Panteghini